# Ламойлл (округ)
Ламойлл (англ. Lamoille County) — округ в штате Вермонт, США. Официально образован в 1835 году. По данным переписи 2010 года население округа составило 24 475 человек (на 01.04.2000 года — 23 233 человека). Административный центр округа — Хайд-Парк.

## География
По данным Бюро переписи населения США общая площадь округа равняется 1201,761 км2, в том числе:
- поверхность    суши — 1188,811 км2 (98,9%);
- водная поверхность —        4,900 км2 (1,1%).

### Смежные округа
| Франклин  |           | Орлинс    |
| Читтенден | Компас    | Каледония |
|           | Вашингтон |           |

## Население
По данным переписи населения 2000 года в округе проживало 23 233 жителя в составе 9 221 домашнего хозяйства и 5 984 семей. Плотность населения составляет 19,00 человек на км2. На территории округа насчитывается 11 009 жилых строений, при плотности застройки около 9,00-ти строений на км2. Расовый состав населения: белые — 97,31 %, афроамериканцы — 0,33 %, коренные американцы (индейцы) — 0,45 %, азиаты — 0,37 %, гавайцы — 0,03 %, представители других рас — 0,12 %, представители двух или более рас — 1,39 %. Испаноязычные составляли 0,77 % населения независимо от расы.
В составе 32,00 % из общего числа домашних хозяйств проживают дети в возрасте до 18 лет, 51,40 % домашних хозяйств представляют собой супружеские пары проживающие вместе, 8,90 % домашних хозяйств представляют собой одиноких женщин без супруга, 35,10 % домашних хозяйств не имеют отношения к семьям, 25,00 % домашних хозяйств состоят из одного человека, 8,10 % домашних хозяйств состоят из престарелых (65 лет и старше), проживающих в одиночестве. Средний размер домашнего хозяйства составляет 2,45 человека, и средний размер семьи 2,94 человека.
Возрастной состав округа: 24,30 % — моложе 18 лет, 10,00 % — от 18 до 24, 29,90 % — от 25 до 44, 24,50 % — от 45 до 64, и 24,50 % — от 65 и старше. Средний возраст жителя округа — 36 лет. На каждые 100 женщин приходится 100,10 мужчин. На каждые 100 женщин старше 18 лет приходится 97,30 мужчин.
Средний доход на домохозяйство в округе составлял 39 356 USD, на семью — 44 620 USD. Среднестатистический заработок мужчины был 30 848 USD против 24 444 USD для женщины. Доход на душу населения составлял 20 972 USD. Около 6,40 % семей и 9,60 % общего населения находились ниже черты бедности, в том числе — 10,70 % молодежи (тех, кому ещё не исполнилось 18 лет) и 8,50 % тех, кому было уже больше 65 лет.